# Dialetto tedesco di Zips
Il dialetto tedesco di Zips (in tedesco Zipserdeutsche) è un dialetto tedesco della Slovacchia, che fino al 1945 era parlato nella regione di Spiš (in lingua tedesca Zips). Già lingua madre dei tedeschi di Zips, divenne anche lingua d'uso degli slovacchi istruiti e benestanti. Allo stesso tempo il tedesco venne usato in forma scritta da agricoltori e dalla classe media.
Il tedesco di Zips parlato, il dialetto Zipser, è una variante slesiano-renana (Outzäpsersch). In primo luogo la forzata magiarizzazione da parte del Regno d'Ungheria nel XIX e XX secolo, poi la espulsione dei tedeschi (Bevölkerung) nel 1945 fece sì che il dialetto divenne una minoranza, e seguì un'assimilazione allo slovacco. Gruppi di tedeschi di Zips si trovano oggi a Chmeľnica (Hopgarten) e a Medzev (Metzenseifen).